# Stanley Corrsin
Stanley Corrsin est un physicien américain spécialiste de la mécanique des fluides connue pour ses travaux sur la turbulence, aux plans théorique et expérimental.

## Biographie
Stanley Corrsin a reçu son BSc à l'université de Pennsylvanie en 1940. Il entre alors au California Institute of Technology et travaille au laboratoire d'aéronautique Guggenheim dirigé par Theodore von Kármán. Après avoir reçu son master en 1942, il fait une thèse dans le domaine des jets turbulents sous la direction de Hans Liepmann. Il soutient celle-ci en 1947. 
Corrsin rejoint le département d'aéronautique de l'université Johns-Hopkins en 1947 en tant que professeur adjoint. Il devient professeur assistant en 1951 et professeur de génie mécanique en 1955. Il est directeur du département de génie mécanique de 1955 à 1960. Il a été à plusieurs reprises affilié aux départements de génie biomédical, génie chimique et mécanique et des sciences des matériaux. En 1979, il contribue à la fondation du département de génie chimique. En 1981, il devient le premier professeur d'ingénierie Theophilus Halley Smoot à l'université Johns-Hopkins.
Stanley Corrsin est connu pour ses travaux sur la turbulence et dans le domaine de la biophysique.

## Distinctions
- Prix Otto Laporte en 1979[3].
- Prix de dynamique des fluides (Fluid Dynamics Prize) de la Société américaine de physique (1983)[4].
- Médaille Theodore von Kármán en 1986.

- Membre de l'Académie nationale d'ingénierie des États-Unis.

- La Société américaine de physique a créé un prix à son nom en 2011[5].
- Le département d'ingénierie chimique et moléculaire de l'université Johns Hopkins a créé le Stanley Corrsin Lecture in Fluid Mechanics.